# Cerro Bartolo
Cerro Bartolo är en ort i Mexiko.   Den ligger i kommunen Tlalixcoyan och delstaten Veracruz, i den sydöstra delen av landet, 300 km öster om huvudstaden Mexico City. Cerro Bartolo ligger 43 meter över havet och antalet invånare är 156.
Terrängen runt Cerro Bartolo är platt, och sluttar österut. Runt Cerro Bartolo är det ganska tätbefolkat, med 60 invånare per kvadratkilometer. Närmaste större samhälle är Piedras Negras, 8,6 km öster om Cerro Bartolo. Trakten runt Cerro Bartolo består till största delen av jordbruksmark.